# Bordeauxgade
Bordeauxgade er en gade i Århusgadekvarteret i Nordhavnen i København, der ligger mellem Sandkaj og Antwerpengade. Gaden er opkaldt efter den franske havneby Bordeaux. Gaden blev etableret sammen med bebyggelsen omkring den i 2014-2016.

## Historie og bebyggelse
Gaden ligger ligesom resten af Århusgadekvarteret i et område, der indtil 2014 var en del af Københavns Frihavn med begrænset adgang for offentligheden. I denne del af området mellem Trelleborggade, dengang Redhavnsvej, og Sandkaj, lå der endnu lagerbygninger i 2012, men de blev efterfølgende fjernet. Bortset fra den i 1990'erne forsvundne Stålvej var der ingen veje på tværs her.
I forbindelse med kvarteret ophør som frihavn var det imidlertid blevet besluttet at omdanne det til en ny bydel med boliger og erhverv. Det medførte blandt andet anlæg af flere nye gader, heriblandt fire i denne del af området med nye boligblokke og karreer imellem. Københavns Kommunes Vejnavnenævnet ønskede at følge traditionen med at give gadenavne efter et bestemt tema, i dette tilfælde internationale havnebyer, hvilket for de fire gader her ville resultere i navnene Aberdeengade, Karlskronagade, Ystadgade og Bordeauxgade. Indstillingen blev godkendt på Teknik- og Miljøudvalgets møde 21 januar 2014 med virkning fra 1. marts 2014, hvor de nye gadenavne trådte i kraft. I praksis eksisterede gaderne dog knap nok i virkeligheden på det tidspunkt, men der blev sat gang i arbejdet med dem, alt imens det nye byggeri skød op omkring dem.
På den vestlige side af Bordeauxgade opførte PKA karreen Kajplads 109 med 91 lejligheder tegnet af Ernst + Kindt-Larsen Arkitekter i 2014-2016. Som navnet antyder ligger den ud mod Sandkaj og Nordbassinet med udsigt til Marmormolen. Karreen selv byder på gårdmiljø med legeplads samt en fælles tagterrasse. På den østlige side opførte PenSam karreen Provianthuset til bolig og erhverv tegnet af Henning Larsen Architects i 2015-2016.